# Красный Курган (Добрушский район)
Красный Курган (бел. Чырвоны Курган) — посёлок в Переростовском сельсовете Добрушского района Гомельской области Республики Беларусь.

## География

### Расположение
В 15 км на юго-восток от районного центра и железнодорожной станции Добруш на линии (Гомель — Унеча), 43 км от Гомеля.

## Транспортная сеть
Рядом автодорога Васильевка — Добруш. Планировка состоит из короткой прямолинейной улицы, застроенной деревянными домами.

## История
Основан в начале XX века переселенцами из соседних деревень. В 1926 году в Новожизненском сельсовете Добрушского района Гомельского округа. В 1929 году организован колхоз. Во время Великой Отечественной войны в сентябре 1943 года фашисты полностью сожгли посёлок. В 1959 году в составе колхоза имени М. И. Калинина (центр — деревня Перерост).

## Население

### Численность
- 2004 год — 20 хозяйств, 41 житель

### Динамика
- 1926 год — 35 дворов, 203 жителя
- 1940 год — 43 двора
- 1959 год — 172 жителя (согласно переписи)
- 2004 год — 20 хозяйств, 41 житель